# 陸上自衛隊第5旅團
第5旅團（日语：／ daigoryodan）為日本陸上自衛隊北部方面隊下屬的一個師團。師團司令部位於帶廣市的帶廣駐屯地，師團司令部及其下屬部隊部署在北海道道東地區，主要擔負道東地區的防衛警備、災害派遣、民生協助、海外維和行動等任務。
第5旅團建立於2004年3月29日，前身為已解編的第5師團。

## 历史

### 陸上自衛队时期 - 第5管区队
- 1954年8月10日：設立第5管区總監部（札幌駐屯地）。
- 1954年9月10日：第2管區隊第4普通科聯隊（帶廣駐屯地）、第6普通科聯隊（美幌駐屯地）編入。
- 1954年9月25日：第5管区隊編製完成，下轄第5管区總監部、總監部付中隊、第4普通科聯隊、第5特車聯隊、第5衛生大隊、第5施設大隊、第5通信隊、第5補給隊（帶廣駐屯地）、第5普通科聯隊、第5特科聯隊（千歲駐屯地）、第6普通科聯隊（美幌駐屯地）、第5武器隊（島松駐屯地）。
- 1954年9月30日：第4管區隊第11普通科聯隊（東千歲駐屯地）編入。
- 1954年10月15日：組建第5偵察中隊（釧路駐屯地）、第5航空隊（旭川駐屯地）。
- 1961年2月22日：第11普通科聯隊移編第七混成團。

1960年期间的主要编制
第4・第6・第11普通科联队、第5特科联队（砲兵團）、第5特車大隊（戰車營）

### 陸上自衛队時期 - 第5师团
- 1962年1月18日：第5师团设立，下轄师团司令部、师团司令部付隊、第4普通科联队、第6普通科联队、第11普通科联队、第27普通科联队、第5特科联队、第5戰車大隊、第5通信大隊、第5偵察隊、第5對戰車隊等。第5飛行隊移編北部方面飛行隊。
- 1975年8月1日：組建第5音樂隊。
- 1989年3月24日：師團近代化改編。
  - 第4・第6普通科联队摩托化改編。
  - 第27普通科联队機械化改編。
  - 第4武器隊、第5補給隊、第5輸送隊、第5衛生隊整編為第5後方支援联队。
  - 第4高射特科大隊改為師團直轄。
  - 新編電子偵察小隊、化學防護小隊。
- 1994年3月28日：北部方面飛行隊第5飛行隊編入。

### 陸上自衛队時期 - 第5旅团
- 2004年3月28日：第5師團改編為第5旅團。
  - 第4・第6・第27普通科联队所屬重迫擊砲中隊解散。
  - 第4普通科联队改編為即應預備自衛官指定部隊。
- 2011年4月22日：總合近代化改編。
  - 第4普通科联队第4普通科中隊移編北部方面混成團。
  - 第6、第27普通科联队第4普通科中隊解散。
  - 第5施設隊、第5通信隊縮編為中隊。
  - 第5對舟艇對戰車中隊解散。
  - 興建第5化學防護小隊。
- 2013年3月26日：組成第5化学防护队改编为第5特殊武器防护队。
- 2023年3月：預計為即應機動师团改編。
  - 預計第6普通科联队改編為第6即應機動部隊。
  - 預計第5戰車大隊、第5特科隊縮編。
  - 預計第5高射特科中隊擴編為第5高射特科隊

## 組織架構
- 帯广駐屯地（帶廣市）
  - 旅团司令部及旅部附属队
  - 第4普通科联队（日语：第4普通科連隊）
  - 第5特科隊（日语：第5特科隊）
  - 第5後方支援隊（日语：第5後方支援隊）
  - 第5设施隊
  - 第5飛行隊
  - 第5通信隊
  - 第5高射特科中隊
  - 第5化学防護隊
  - 第5音乐隊
- 美幌駐屯地（網走郡美幌町）
  - 第6普通科联队（日语：第6普通科連隊）
- 釧路駐屯地（釧路郡釧路町）
  - 第27普通科联队（日语：第27普通科連隊）（第3中隊除外）
- 鹿追駐屯地（河東郡鹿追町）
  - 第5戰車大隊（日语：第5戦車大隊）
- 別海駐屯地（野付郡別海町）
  - 第5偵察隊（日语：第5偵察隊）
  - 第27普通科联队第3中隊

第5旅團所属第5戰車大隊（戰車營）位於鹿追町，擁有兩個中隊的90式主力戰車；第4普通科联队（步兵團）位於帶廣市，配有96式裝甲運兵車；第6普通科联队位於美幌町，配有96式裝甲運兵車；第27普通科联队位於釧路町，配有96式裝甲運兵車；第5特科隊（砲兵隊）改編自已廢止之第5特科連隊（日語：第5特科連隊），位於帶廣市，擁有3個中隊的75式155毫米自走榴彈炮；第5高射特科中隊（防空炮連）位於帶廣市，主要裝備為81式及93式地對空導彈系統；第5設施隊（工兵）位於帶廣市。

## 外部連結
- Homepage 5th Brigade （页面存档备份，存于） (Japanese)